# Fenómeno de Somogy
El fenómeno de Somogy (también, fenómeno de Somogyi, efecto de Somogy o efeto de Somogyi) es el efecto de rebote producido por la administración de una dosis de insulina demasiado alta. Fue descubierto por Michael Somogyi, fisiólogo húngaro-estadounidense.
El organismo, para intentar contrarrestar la hipoglucemia provocada por la alta dosis de insulina, secreta hormonas contrarreguladoras (adrenalina, ACTH, glucagón y somatotropina), con lo que se estimula la lipólisis, la gluconeogénesis y la glucogenólisis y aumentan los niveles séricos de glucosa.
Suele suceder en los pacientes diabéticos que reciben una dosis nocturna de insulina, habitualmente insulina NPH, de tal modo que en las horas de máxima acción de esta, se produce una hipoglucemia que desencadena este efecto —una hiperglucemia y cetosis matutinas—, lo cual a su vez puede malinterpretarse como resultado de una dosis insuficiente de insulina nocturna.